# Dmytro Iaroch
Pour les articles homonymes, voir Iaroch.
Dmytro Anatoliyovych Iaroch, aussi orthographié Yarosh (en ukrainien : Дмитро́ Анатолійович Я́рош, né le 30 septembre 1971 à Dniprodzerjynsk en RSS d'Ukraine, alors en Union soviétique), est un homme politique et militaire ukrainien de droite radicale et nationaliste. Ancien chef de file du mouvement Secteur droit, il est élu député entre 2014 et 2019. Il est actuellement commandant de l'Armée des volontaires ukrainiens.

## Biographie

### Situation personnelle
Il rejoint en 1994 le Tryzoub, mouvement extrémiste inspiré de l'idéologie nationaliste de Stepan Bandera (leader ultra dont l'activité a bénéficié de l'appui financier et idéologique du Troisième Reich dans sa lutte contre l'URSS). Il le dirige jusqu'en 2005.
En 2001, il a obtenu son diplôme à l'Université d'État de l'éducation de Drohobytch.

### Secteur droit
En novembre 2013, il fonde le Secteur droit qui est un groupe paramilitaire fédérant plusieurs groupuscules d’extrême droite qui affronte en première ligne, cagoulés, cocktail molotov en main, les forces de l'ordre lors de l'Euromaïdan. Le 22 mars 2014, Secteur droit devient officiellement un parti politique.
En mars 2014, la Russie lance des poursuites contre lui pour avoir appelé publiquement au terrorisme et à l'extrémisme : en effet, il appelle dans ses discours les forces anti-russes à se livrer à des actes extrémistes et à répandre la terreur sur le territoire russe. Il fait l'objet d'un mandat d'arrêt international auprès d'Interpol du 25 juillet 2014.
Il est candidat à l'élection présidentielle de mai 2014. Lors du scrutin, qui voit la victoire de Petro Porochenko, il se classe onzième avec 0,70 % des voix.  
Le 26 octobre 2014, il devient député à la Rada lors des élections législatives ukrainiennes de 2014 en étant élu dans la 39e circonscription (Vassylkivka) avec 29,76 % des voix et obtient ainsi un siège de député parlementaire de circonscription à mandat unique. Il devient également, en mars 2015, conseiller au ministère de la Défense ukrainien, chargé notamment de faciliter l'intégration des bataillons de volontaires au sein de l'armée.
À l'occasion de la deuxième gay pride ukrainienne à Kiev en juin 2015, Dmytro Iaroch a écrit sur Facebook que « les représentants du mouvement politique et militaire Pravy Sektor seront obligés d’empêcher la réalisation de ces projets destructeurs des valeurs familiales, de la morale et de l’image traditionnelle des êtres humains ». Les ultranationalistes ont blessé une dizaine de manifestants homosexuels et neuf policiers dont un grièvement.

### Activités militaires et départ du Secteur droit
Au cours de la deuxième bataille de l'aéroport de Donetsk, le 21 janvier 2015, Dmytro Iaroch est blessé par l'explosion d'une roquette. Il est immédiatement évacué de la zone de conflit.
Début avril 2015, le ministère ukrainien de la Défense annonce qu’il va devenir assistant du chef militaire Viktor Moujenko et que son unité paramilitaire va être intégrée aux forces armées ukrainiennes.
Dmytro Iaroch démissionne de la direction du parti le 11 novembre 2015. Il délègue les tâches administratives à d'autres membres de l'organisation et déclare que ses « positions n'étaient pas toujours les mêmes que les aspirations politiques de certains membres du parti ».

### Initiative gouvernementale de Iaroch
En février 2016, Dmytro Iaroch crée une nouvelle organisation politique, appelée « Initiative gouvernementale de Iaroch » (DIYA). Selon ses dires, la DIYA est un mouvement populaire comme le Mouvement populaire d'Ukraine à ses débuts.
Lors de l’élection présidentielle de 2019, il apporte son soutien à la candidature de Rouslan Kochoulynsky. Aux élections législatives de 2019, la DIYA rejoint une liste de partis unis composée par les partis politiques de Svoboda, du Secteur droit et du Corps national. Dmytro Iaroch est placé en troisième position sur la liste de cette coalition, mais lors des élections, la liste n'obtient pas suffisamment de voix pour franchir le seuil électoral des 5 % nécessaire à l’obtention de sièges parlementaires.